# Mitsuo Kamata
Mitsuo Kamata (鎌田 光夫 Kamata Mitsuo?,  nacido el 16 de diciembre de 1937 en Ibaraki) es un exfutbolista japonés que se desempeñaba como defensa.
Kamata jugó 44 veces y marcó 2 goles para la selección de fútbol de Japón entre 1958 y 1969. Fue elegido para integrar la selección nacional de Japón para los Juegos Olímpicos de Verano de 1964 y 1968.

## Trayectoria

### Clubes
| Club              | País  | Año         |
| ----------------- | ----- | ----------- |
| Furukawa Electric | Japón | 1960 - 1974 |

### Selección nacional
| Selección | País  | Año         |
| --------- | ----- | ----------- |
| Absoluta  | Japón | 1958 - 1969 |

## Estadística de equipo nacional
| Selección de Japón | Selección de Japón | Selección de Japón |
| Año                | Part.              | Goles              |
| ------------------ | ------------------ | ------------------ |
| 1958               | 2                  | 0                  |
| 1959               | 10                 | 0                  |
| 1960               | 0                  | 0                  |
| 1961               | 7                  | 1                  |
| 1962               | 7                  | 1                  |
| 1963               | 4                  | 0                  |
| 1964               | 2                  | 0                  |
| 1965               | 3                  | 0                  |
| 1966               | 0                  | 0                  |
| 1967               | 2                  | 0                  |
| 1968               | 3                  | 0                  |
| 1969               | 4                  | 0                  |
| Total              | 44                 | 2                  |

## Palmarés

### Títulos nacionales
| Título             | Club                | País  | Año  |
| ------------------ | ------------------- | ----- | ---- |
| Copa del Emperador | Universidad de Chūō | Japón | 1957 |
| Copa del Emperador | Universidad de Chūō | Japón | 1960 |
| Copa del Emperador | Furukawa Electric   | Japón | 1961 |
| Copa del Emperador | Furukawa Electric   | Japón | 1964 |

### Distinciones individuales
| Distinción                                      | Año  |
| ----------------------------------------------- | ---- |
| Japan Soccer League Best XI                     | 1967 |
| Japan Soccer League Best XI                     | 1968 |
| Japan Soccer League Best XI                     | 1969 |
| Inducido al Salón de la Fama del fútbol japonés | 2007 |